# Сипнево (Злотовський повіт)
Сипнево (пол. Sypniewo, нім. Zippnow) — село в Польщі, у гміні Ястрове Злотовського повіту Великопольського воєводства.
Населення — 1371 особа (2011).
У 1975-1998 роках село належало до Пільського воєводства.

## Демографія
Демографічна структура станом на 31 березня 2011 року:
|          | Загалом | Допрацездатний вік | Працездатний вік | Постпрацездатний вік |
| -------- | ------- | ------------------ | ---------------- | -------------------- |
| Чоловіки | 702     | 160                | 495              | 47                   |
| Жінки    | 669     | 145                | 395              | 129                  |
| Разом    | 1371    | 305                | 890              | 176                  |